# Liga Argentina de Esperanto
La Liga Argentina de Esperanto (en esperanto: Argentina Esperanto-Ligo, AEL) es una asociación independiente sin fines de lucro, fundada en 1941, cuyo objetivo es la difusión del idioma esperanto en Argentina. La Liga es la asociación nacional reconocida por la entidad global UEA (Asociación Universal de Esperanto).
La Liga Argentina de Esperanto nuclea a las distintas asociaciones de esperanto locales del país y a los grupos más pequeños o con finalidades específicas denominados "rondas". Su actual comisión directiva está encabezada por AS Gabriel Wagner (presidente), Prof. Rubén Sánchez (secretario) y Bioing. Susana Burioni (tesorera); Dr. Jorge Montanari (Rev. Ctas.)

## Historia
La Liga Argentina de Esperanto, fue fundada el 12 de abril de 1941, debido al primer Congreso Argentino de Esperanto en la ciudad de Rosario, Santa Fe. El evento fue convocado por un grupo de esperantistas argentinos y extranjeros. En medio de las dificultades de la Segunda Guerra Mundial, el Congreso presidido por Wilfred M. Goodes, decidió establecer una entidad que ligara o fuera el núcleo de todos los grupos de esperanto del país. La hasta ese entonces Asociación Argentina de Esperanto (AEA), fundada en Buenos Aires el 16 de diciembre de 1916, cesó de funcionar como institución nacional y su lugar fue tomado por la Asociación Buenos Aires de Esperanto (BEA).  Las incumbencias de AEA fueron tomadas por AEL, en cuanto a la representación nacional de todos los esperantistas de la República Argentina.
Durante muchos años la actividad de AEL fue brillante, se dictaron cursos, se realizaron congresos cada año, se publicaron libros, cursos y literatura, un reflejo del empeño y dedicación por parte de los cultores del Esperanto, quienes no escatimaron esfuerzos con el solo objetivo de difundir este idioma y su noble ideal.  En esta etapa de internet, los integrantes AEL siguen con el mismo entusiasmo y dedicación que tuvieron nuestros pioneros, habilitando el curso gratuito para principiantes autodidactas.

### Antecedentes
El esperanto es una lengua planificada, iniciada por el Dr. L.L. Zamenhof (1859-1917), que la hizo pública en el año 1887, con el fin de que constituya una lengua común de uso internacional. Su carácter de lengua aglutinante, de estructura regular y léxico conocido, hacen que sea la lengua de más fácil aprendizaje. A lo largo de más de cien años, el esperanto ha demostrado su efectividad y hoy día millones de personas la utilizan en la comunicación internacional, siendo una de las lenguas de progresivo uso en Internet. El esperanto ha sido normalmente utilizado en Argentina desde sus comienzos.
Los primeros cursos de esperanto se dictaron en Buenos Aires, en el año 1889 en “Nia Grupejo”, un centro de estudios de la calle Pasco 670, en el barrio de Balvanera. Se tiene constancia, en los años siguientes, de la presencia de esperantistas que difundían esta lengua en Buenos Aires, entre otros, Emilio Gosta y Miguel Quinn. También en Santa Fe y en las nuevas colonias de inmigrantes en las ciudades de Rafaela y Esperanza se citan como esperantistas a: Nicolás Clark, León Deck y Carlos Serraz. En 1906 se fundó una asociación de esperanto en Buenos Aires, para difundir y enseñar esperanto, cuyos miembros eran, entre otros: el Prof. Pennington, Mr. Farnes y Richard Sharpe.
En 1907, se empezaron a dar cursos libres vespertinos en la escuela Presidente Roca, en la calle Libertad y Tucumán, cursos que con interrupciones se siguieron dando hasta los años 1960. También se comenzaron a dar cursos de esperanto por correspondencia. En Córdoba se dio el primer curso de esperanto promovido por una de las logias masónicas locales. En esos tiempos la masonería internacional impulsaba la adopción del esperanto como lengua internacional.
En 1909, con motivo de haberse celebrado el 5.º Congreso Universal de Esperanto, en Barcelona, se incentivó el interés por la lengua internacional en nuestro país y en Buenos Aires salió un Decreto del entonces Ministro de Relaciones Exteriores e Interino de Instrucción Pública de la Nación, Dr. Estanislao S. Zeballos (1854-1923) que autorizó la enseñanza del esperanto en las escuelas públicas.
En 1912, se dictaron permanentes cursos de esperanto en las asociaciones de inmigrantes “Casal Catalá” y “Centro Aragonés”, y en sus sucursales de La Plata, Bahía Blanca, Rosario, Córdoba y otras localidades del interior del país.
En 1916 se fundó la Asociación Argentina de Esperanto, y se comenzó a publicar la revista mensual “Argentina Esperantisto”. Al mismo tiempo nacieron asociaciones de esperanto en otras ciudades del país, cuyo objetivo fue enseñar y difundir el esperanto.
Hacia el año 1940, con la presencia de emigrados europeos que huían de la guerra mundial, se reorganizó el movimiento esperantista en la Argentina y tomó nuevo impulso.

### Fundación
La Liga Argentina de Esperanto o Argentina Esperanto-Ligo (AEL), fue fundada el 12 de abril de 1941, con ocasión del 1.er Congreso Argentino de Esperanto, en la ciudad de Rosario, (Santa Fe).
Tan importante acontecimiento fue convocado por un grupo de esperantistas, argentinos y extranjeros; estos últimos debieron permanecer en Argentina por la guerra mundial, entre ellos el conocido escritor y profesor Tibor Sekelj. En medio de las dificultades de esos históricos momentos, el Congreso presidido por el Prof. Wilfred M. Goodes, decidió establecer una entidad que ligara o fuera el núcleo de todos los grupos de esperanto del país. La hasta ese entonces Asociación Argentina de Esperanto (AEA), fundada en Buenos Aires, el 16 de diciembre de 1916, cesó de funcionar como institución nacional y su lugar fue tomado por la Asociación Buenos Aires de Esperanto (Bonaera Esperanto-Asocio), para coordinar las actividades en la provincia de Buenos Aires.
Con la Resolución oficial de la Unesco, que reconoce la importancia del esperanto, en la 4.ª Asamblea General de Montevideo de 1954, las actividades del esperanto cobran mayor ímpetu. Esta recomendación de la UNESCO se reiteró en Asambleas posteriores de los años 1985 y 1993.
En Santa Fe, la Cámara de Diputados promulgó la ley 7732, del 12 de diciembre de 1975, donde estableció el 14 de abril como el “Día del Esperanto” y la enseñanza del esperanto en las escuelas públicas de la Provincia. Esta ley fue ratificada por el Senado Provincial en sesión del 21 de noviembre de 1985, registrada bajo el N.º 9781. Esta ley no ha sido todavía reglamentada para hacerse efectiva. Tanto la Universidad Nacional de Buenos Aires, la de Córdoba y Rosario, promovieron cursos de esperanto, así como la Sociedad Científica Argentina y la Asociación Lingüística. En numerosas ocasiones el esperanto ha sido objeto de estudio e investigación universitaria.
Durante muchos años la actividad de AEL fue brillante, se dictaron cursos, se realizaron congresos cada año, se publicaron libros, cursos y literatura de temática diversa, un verdadero reflejo del empeño y dedicación por parte de los cultores del esperanto, quienes no escatimaron esfuerzos con el solo objetivo de difundir este idioma y su noble ideal.
En esta etapa de internet, los integrantes AEL siguen con el mismo entusiasmo y dedicación que tuvieron nuestros pioneros, habilitando el curso gratuito para principiantes autodidactas en:

### División y reunificación
Sin embargo, a fines de la década de 1980, AEL comenzó a experimentar ciertos problemas de carácter interno, que se evidenciaron durante el 49.º Congreso Argentino de Esperanto de Pres. R. Sáenz Peña, en julio de 1989. Fue a raíz de todo esto, que en el mes de octubre de 1989, en Córdoba, un grupo de entusiastas esperantistas fundaron la Asociación Argentina de Esperanto (AEA), con la revista «Fenikso» como órgano oficial. Esto dio un nuevo impulso al Movimiento Argentino de Esperanto. Algunos de los frutos de esta renovada actividad fueron:
- la realización cada 2 años de la Conferencia Argentino-Brasileña de Enseñanza de Esperanto (Interlanda Konferenco pri Instruado - IKI),
- la reorganización de las actividades juveniles esperantistas agrupadas en Argent-EJO, Argentina Esperantista Junulara Organizó, con la realización de sus Campamentos Juveniles y la publicación de Argentejo Informas,
- la integración y contactos del movimiento argentino con el mundo del esperanto en América, Asia y Europa,
- por primera vez se llevaron a cabo exámenes ILEI/UEA,
- se organizó un servicio de librería.

AEA solicitó su adhesión a UEA, Universala Esperanto-Asocio, (NL), pero no se aceptó dos instituciones paralelas a nivel nacional. En el año 1992, con la visita del en ese entonces presidente de UEA, Prof. John Wells, se planteó la necesidad de una unificación de las dos instituciones. Después de múltiples tratativas y serios debates, todo llegó a feliz término el 9 de diciembre de 1995. Miembros de AEL y de AEA reunidos en Asamblea Extraordinaria, se decidieron por la unificación y el trabajo en conjunto. Se resolvió, de común acuerdo, refundar la entidad nacional adoptando el nombre de la primera, a saber Liga Argentina de Esperanto.
A partir de ese entonces se comenzó a editar la revista Argentina E-Vento, en lugar de las anteriores "Argentina Esperantisto" y "Fenikso", demostrando así que, a pesar de asperezas y dificultades, los esperantistas argentinos tenían (y tienen) un mismo objetivo, la difusión de la lengua internacional esperanto. Argentina E-Vento (red. Rubén Diaconu Tkachenco), se edita actualmente en dos versiones, web e impresa, y se distribuye desde Presidencia Roque Sáenz Peña, Chaco, a más de 30 países.

### Algunos aportes de la Liga de Esperanto al movimiento mundial esperantista
Entre las creaciones surgidas de la Argentina que han tenido eco en el movimiento esperantista mundial pueden contarse:
- el libro ¿Sabe Ud Esperanto? de Jorge Hess, que si bien es un método hoy en día un poco desactualizado, ha sido y sigue siendo referencia a nivel mundial para la enseñanza del Esperanto en países de habla hispana. 
- Pasporta Servo, servicio de alojamiento mundial gratuito para esperantistas creado por Rubén Feldman-González, con miembros activos en cerca de 100 países.
- TEFA, asociación mundial del fútbol en Esperanto, creada en Argentina por Jorge Montanari, Juan Pablo Álvarez y Francisco Godínez Galay, hoy presidida por Leticia Doormann, que ha formado la Selección internacional de futbol del Esperanto, capitaneada por el también argentino Gonzalo Sirio, y que ya ha disputado partidos de carácter oficial en América y en Europa, en el marco de competiciones de la NF-Board y el Consejo Sudamericano de Nuevas Federaciones.

### El 99° Congreso Universal de Esperanto
En el año 2014, Buenos Aires fue elegida sede del Congreso Universal de Esperanto para su edición n.° 99. En dicha oportunidad, más de 700 participantes de los cinco continentes se dieron cita en el país, siendo la sede central del Congreso el Hotel Panamericano. El comité local del Congreso estuvo presidido por Jorge E. Cabrera, en ese momento presidente en funciones de la Liga. Prestigiosos e históricos esperantistas como Osmo Buller, Mark Fettes, Barbara Pietrzak, entre tantos otros, fueron parte del Congreso que por primera vez en su larga historia se realizó en Argentina.

### Congresos Nacionales de Esperanto
El movimiento esperantista argentino también ha estado organizando regularmente, cada año sus congresos nacionales, auspiciados por las autoridades públicas de la Nación. El primero (1941) en Rosario y los más recientes en Villa Carlos Paz (2013), CABA (2014), Mendoza (2015), y en 2016 en Las Grutas (Río Negro). En 2017 el Congreso Argentino de Esperanto se realizó en Crespo (Entre Ríos), En 2018, en Monte Hermoso (Buenos Aires). En 2019 se realizó en Guatraché (La Pampa) y en noviembre de 2021 se realizó en Rosario (Santa Fe). El último congreso se realizó en la Ciudad Autónoma de Buenos Aires, del 7 a al 10 de octubre de 2022.
El 21 y 22 de noviembre de 2020 se realizó, durante la pandemia, el «Primer Congreso Virtual de Esperanto». Participaron del congreso visitantes y congresales de numerosos países, como Argentina, Brasil, Chile, Uruguay, Venezuela, Colombia, Estados Unidos, España, Irán, México, Ecuador, Polonia, Italia, Bulgaria, India, Filipinas, Congo, Vietnam, Francia, Burundi, Suiza, Benín, Alemania, Gran Bretaña, Pakistán, Holanda, Rusia, Croacia, Kazajistán, El Salvador, Litovia, Senegal y otros países. También participó del Congreso el entonces presidente de UEA, Duncan Charters.
A la fecha se han realizado 62 congresos nacionales.

## La enseñanza en nuestros tiempos
A lo largo de estos más de cien años, se editaron numerosos libros de texto, revistas, diccionarios y obras originalmente escritas en esperanto. Profesores de esperanto también publicaron sus propios libros, siguiendo sus propias didácticas básicas. Estas publicaciones, masiva o personalmente, han sido utilizadas como fuente o material de cursos presenciales y/o por correspondencia. Como ejemplos debemos mencionar a: Andrés Villafranca, H. Lingua, Jorge Hess, E. Kohei, D. Quarello, E. Ontoria, los hermanos Scolnik, J. Abraham, W. Schad, Marcelo Casartelli, Adán Hrynkiewicz, Mario Miranda, Alfredo Valle, Francisco Veuthey, Petra Smidéliusz, entre otros.
A partir del advenimiento de Internet, la enseñanza del esperanto se nutrió también de cursos en línea, modernizados, como alternativa para quienes no pueden asistir a clases presenciales.
AEL computarizó el curso del conocido libro ¿Sabe Ud. Esperanto? de Jorge Hess, para su libre uso. También  están disponibles en forma gratuita, los archivos de sonido en formato MP3.

Lernu.net y Edukado.net también contribuyen a la enseñanza. El instituto del Dr. Casartelli llegó a contabilizar miles de alumnos, por lo cual fue seleccionado por el Comité de Evaluación del "Consejo Iberoamericano en Honor a la Calidad Educativa" en sesión ordinaria y declarado apto para recibir el Máximo Galardón de la Educación: “Premio Iberoamericano en Honor a la Excelencia Educativa 2007”. Este reconocimiento es la más importante distinción otorgada a prestigiosas instituciones y profesionales líderes de la educación iberoamericana, que impulsan los valores éticos y humanos, formando hombres y mujeres de excelencia, que destacan en sus respectivas especialidades.
Más recientemente, por medio de la Liga se realizaron varias sesiones en Argentina del examen internacional "KER", estipulado dentro del Marco Común Europeo de Referencia para las lenguas y que otorga un certificado de validez internacional. Asimismo, varios miembros de la Liga actualmente son profesores o correctores en el sitio Lernu.net, o están involucrados en otros proyectos de enseñanza internacional como duolingo.

## La Escuela Argentina de Esperanto
Finalizando el año 2007, el Ministerio de Justicia y Derechos Humanos a través de la Inspección General de Justicia y por decreto N.º 001067, con fecha del 11 de diciembre de 2007, resolvió autorizar para funcionar con carácter de persona jurídica a la entidad denominada Asociación Civil Escuela Argentina de la Lengua Internacional Esperanto.
La escuela fue un proyecto que nació de la iniciativa de algunos esperantistas argentinos, quienes tiempo atrás presentaron la propuesta a la Liga Argentina de Esperanto. En un principio la escuela sería una ONG y en distintas oportunidades el tema fue motivo de serio debate debido a las diferentes posiciones con respecto al funcionamiento, estructuración de una escuela y/o si habría que registrar la escuela o la propia Liga Argentina de Esperanto. Finalmente, en el año 2004, AEL debatió en asamblea este asunto permitiendo que la nueva Comisión Directiva continúe estudiando el tema y lo relacionado con los trámites. La nueva Comisión Directiva se reunió y comenzó los trámites. Informes fueron entregados en la Asamblea de octubre de 2007. Se aclaró que la escuela “es una entidad dedicada a la enseñanza de la lengua esperanto y a la capacitación de profesores” y “no representa una competencia a las actividades de AEL”. Esta aprobación obtenida le da a la escuela de esperanto legalidad para desempeñar sus actividades, y para una total incorporación del esperanto en colegios estatales, la escuela deberá gestionar también la aprobación del Ministerio de Educación. Mientras tanto, puede otorgar certificados y recibir donaciones o aportes, si así lo ofrecieren particulares o empresas que desearen colaborar con el esperanto.

## Asociaciones y su historia
Por su amplia e histórica trayectoria merecen destacarse las siguientes asociaciones, sea que estas estén todavía en funcionamiento o ya se encuentren inactivas.
-REA: Rosaria Esperanto-Asocio, fundada en el año 1934, con biblioteca y sede propia en Rosario.
-BEA: Bonaera E-Asocio, fundada en el año 1941, como continuación parcial de la anterior AEA, con sede y biblioteca en la calle Paraguay 2357, Buenos Aires. También sede de AEL.
-EKV: Esperanto-Klubo Venadense, fundado en 1953, con biblioteca y sede en la ciudad de Venado Tuerto, provincia de Santa Fe.
-Argent-EJO: Argentina Esperantista Junulara Organizó, la agrupación juvenil de AEL, fundada en 1966, adherida a TEJO, Tutmonda Esperantista Junulara Organizó.
-KEA: Kordoba E-Asocio, fundada en 1967, como continuación del grupo “Antaŭen”, que comenzó a enseñar el esperanto en los años ´20.
-SEK: Saenzpenja E-Klubo, fundado en 1989, en Pres. R. Sáenz Peña, Chaco. Entre los fundadores estuvieron: Francisco Veuthey, Néstor Casanovas, María Berna Morzán, Rubén Diaconu Tkachenco, Carlos Tony Stacul, Alicia Aranda, Ana Muñoz de Pacheco, Juanita Calaba de Schafheutle, Rosita Rodríguez de Dutchen y Emilia Simovich. SEK-Bulteno es el órgano oficial, editado desde 1990, principalmente su contenido es en español.
Al 18 de junio de 2020, las RONDAS adheridas a AEL son las siguientes:
SEK - SAENSPENJA ESPERANTO-KLUBO
BER - BONAERA ESPERANTO-RONDO
NER - NEŬKEN' ESPERANTO-RONDO
TEFA - RONDO TUTMONDA ESPERANTO FUTBAL-ASOCIO
KAEŜ - KRESPANA ASOCIO DE ESPERANTO KAJ ŜAKO
AKEI - ARGENTINA KLUBO DE ESPERANTO-INSTRUISTOJ
JEA - RONDO JUNA ESPERANTISTARO ARGENTINA